# Stanislav Lebamba
Stanislav Lebamba (Oryol, Rusia, 21 de abril de 1988), futbolista ruso. Juega de volante y su actual equipo es el FC Yenisey Krasnoyarsk de la Primera División de Rusia. Su madre es rusa y su padre congoleño.

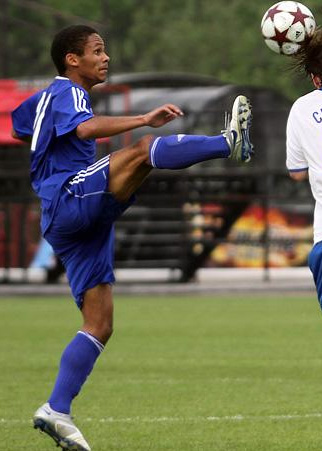
Stanislav Lebamba 2010

## Clubes
| Club                   | País    | Año           |
| ---------------------- | ------- | ------------- |
| FC KAMAZ               | Rusia   | 2005-2007     |
| FC Gubkin              | Rusia   | 2008          |
| FC Mordovia Saransk    | Rusia   | 2009          |
| FC KAMAZ               | Rusia   | 2010-2012     |
| FC Yenisey Krasnoyarsk | Rusia   | 2012-2014     |
| Khimik Dzerzhinsk      | Rusia   | 2014-2015     |
| FC Saturn              | Rusia   | 2015          |
| FC KAMAZ               | Rusia   | 2016-2017     |
| FK Liepāja             | Letonia | 2017-presente |